# Nenad Šljivić
Nenad Šljivić (in serbo Ненад Шљивић?; Kruševac, 8 giugno 1985) è un ex calciatore serbo, di ruolo centrocampista.

## Palmarès

### Club

#### Competizioni nazionali
- Coppa di Malta: 1

Balzan: 2018-2019